# June Foray
(Nancie Clare sul Los Angeles Times del 18 giugno 2010)
June Foray (Springfield, 18 settembre 1917 – Los Angeles, 26 luglio 2017) è stata una doppiatrice statunitense.
Ha doppiato per oltre sessant'anni il personaggio della Nonna dei cartoni animati della Warner Bros., inclusi i vari videogiochi ad essi legati come Bugs Bunny: Lost in Time (nel ruolo della Strega Hazel) e Bugs Bunny e Taz in viaggio nel tempo.

## Biografia
La Foray è stata sposata due volte, la prima con Bernard Barondess dal 1941 al 1953, quando divorziarono. Nel 1955 ha sposato lo sceneggiatore Hobart Donovan, deceduto nel 1976.
È morta all'ospedale di Los Angeles a causa di un arresto cardiaco il 26 luglio del 2017, all'età di 99 anni, dopo aver avuto un incidente automobilistico nel 2015. Riposa nel Westwood Village Memorial Park Cemetery di Los Angeles, California.

## Filmografia parziale

### Doppiatrice
- Cenerentola (1950)
- Le avventure di Peter Pan (1953)

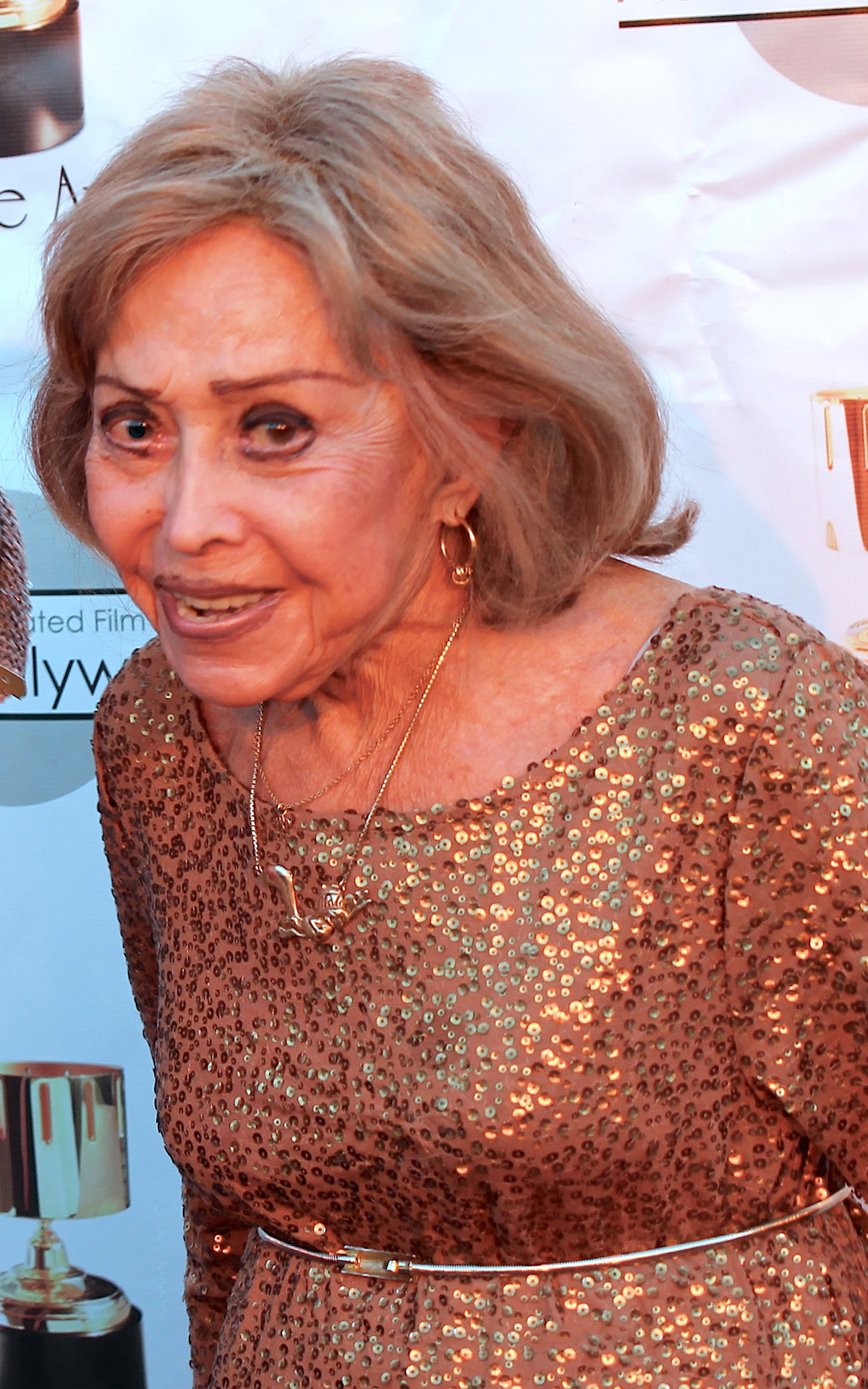
June Foray agli Annie Awards 2014

- Casey vince ancora - cortometraggio (1954) (non accreditato)
- Ai confini della realtà (The Twilight Zone) – serie TV, episodio 5x36 (1964)
- Chi ha incastrato Roger Rabbit (1988)
- I Simpson (1 episodio, 1990)
- Zio Paperone alla ricerca della lampada perduta (1990)
- Piccola peste torna a far danni (1991)
- Space Jam (1996)
- Isola LEGO - videogioco per PC, voce di Mamma Mattoncelli (1997)
- Mulan (1998)
- I misteri di Silvestro e Titti - serie TV, 20 episodi (1995-1999)
- Looney Tunes: Back in Action (2003)
- Mulan II (2004)
- Baby Looney Tunes - serie TV, 26 episodi (2002-2005)